# Aigondiceps bodini
Aigondiceps bodini is een eenoogkreeftjessoort uit de familie van de Tetragonicipitidae. De wetenschappelijke naam van de soort is voor het eerst geldig gepubliceerd in 1995 door Fiers.